# NWA United States Tag Team Championship (Tennessee version)
L'NWA United States Tag Team Championship (Tennessee version) è il titolo difeso nelle federazioni NWA Southern All-Star Wrestling e NWA Smoky Mountain Wrestling appartenenti al circuito della National Wrestling Alliance.

## Storia
Tra il 1958 ed il 2000, la versione "Tennessee" del titolo NWA United States Tag Team Championship fu utilizzata da circa una decina di federazioni appartenenti al territorio NWA, tra cui la Jim Crockett Promotions, la World Class Championship Wrestling e la  Championship Wrestling from Florida, ma dall'inizio del secondo millennio in poi nemmeno l'ultimo ad essere scomparso fu mai più rispolverato.
Nel gennaio 2014 però, un nuovo titolo venne realizzato per essere utilizzato dalle federazioni NWA Southern All-Star Wrestling e NWA Smoky Mountain Wrestling e questo titolo nel 2017 viene ancora conteso.

## Campioni in carica
I campioni in carica sono The Ugly Ducklings (Lance Lude e Rob Killjoy) che hanno sconfitto The Heatseekers il 13 maggio 2017.

## Albo d'oro
| Lottatore                                             | Regni | Data              | Luogo                   | Note |
| ----------------------------------------------------- | ----- | ----------------- | ----------------------- | --- |
| The Lords of KAOS (Damien Wayne e Lance Erickson)     | 1     | 24 gennaio 2014   | Millersville, Tennessee | Sconfissero Jason Kincaid e Charles Alexander nella finale del torneo. |
| Vacante                                               |       | 1 agosto 2014     | Millersville, Tennessee | Dichiarato vacante quando Erikson e Wayne decisero di proseguire la carriera da soli. |
| Air America (Gavin Daring e Skylar Kruze)             | 1     | 20 settembre 2014 | Kingsport, Tennessee    | Sconfissero Heatseekers e William Huckaby e Jordan Kage in un Fatal three-way tag team match in un torneo ad otto uomini.                                                                      |
| Heatseekers The Heatseekers (Sigmon e Elliot Russell) | 1     | 27 dicembre 2014  | Kingsport, Tennessee    | |
| The Illuminati (Chase Owens e Chris Richards)         | 1     | 12 giugno 2015    | Kingsport, Tennessee    | |
| Axton Ray e Skylar Kruze (2)                          | 1     | 3 ottobre 2015    | Kingsport, Tennessee    | Sconfissero The Illuminati, the Heatseekers e the Agency (Jordan Kage e Toby Farley) in un Fatal four-way tag team match.                                                                      |
| Giants of Gehenna (Chris Richards e Travis Lee)       | 1     | 19 dicembre 2015  | Kingsport, Tennessee    | |
| Air America (Gavin Daring e Skylar Kruze (3))         | 2     | 16 aprile 2016    | Kingsport, Tennessee    | Sconfissero Giants of Gehenna, the Heatseekers, the Dixon Line (Joe Keys e Ken Dixon), the Hardliners (Brian Montgomery e Jeff Connelly), e Nick Hammonds and Wild Bill in uno scramble match. |
| The Heatseekers (Sigmon e Elliot Russell)             | 2     | 7 maggio 2016     | Kingsport, Tennessee    | |
| The Ugly Ducklings (Lance Lude e Rob Killjoy)         | 2     | 13 maggio 2017    | Kingsport, Tennessee    | |